# Campeonato Mundial de Esgrima de 1981
O Campeonato Mundial de Esgrima de 1981 foi a 45ª edição do torneio organizado pela Federação Internacional de Esgrima (FIE) entre 2 de julho a 13 de julho de 1981. O evento foi realizado em Clermont-Ferrand, França. 

## Resultados
Os resultados foram os seguintes. 
Masculino
| Evento             | Ouro                                                                                    | Prata                                                                                       | Bronze                                                                           |
| Espada individual  | Hungria · Zoltán Székely                                                                | União Soviética · Aleksandr Mozhayev                                                        | Alemanha Ocidental · Elmar Borrmann                                              |
| Espada por equipe  | União Soviética · Ashot Karaguian · Alexandr Mozhayev · Leonid Dunayev · Valeri Jondogo | Suíça · François Suchanecki · Gabriel Nigon · Daniel Giger · Michel Poffet · Patrice Gaille | Hungria · Ernő Kolczonay · Balázs Dénes · Zoltán Székely · László Pethő          |
| Florete individual | União Soviética · Vladimir Smirnov                                                      | Roménia · Petru Kuki                                                                        | Itália · Angelo Scuri                                                            |
| Florete por equipe | União Soviética · Vladimir Smirnov · Alexandr Romankov · Yuri Lykov · Sabirzhan Ruziyev | Itália · Angelo Scuri · Andrea Borella · Mauro Numa · Carlo Montano                         | Alemanha Ocidental · Matthias Behr · Harald Hein · Frank Beck · Mathias Gey      |
| Sabre individual   | Polónia · Dariusz Wódke                                                                 | Hungria · Imre Gedővári                                                                     | Itália · Michele Maffei                                                          |
| Sabre por equipe   | Hungria · György Nébald · Rudolf Nébald · Imre Gedővári · Pál Gerevich                  | União Soviética · Nikolai Aliojin · Andrei Alshan · Viktor Krovopuskov · Mijail Burtsev     | Polónia · Leszek Jabłonowski · Jacek Bierkowski · Tadeusz Piguła · Dariusz Wódke |

Feminino
| Evento             | Ouro                                                                                            | ' Prata                                                                              | Bronze                                                                               |
| Florete individual | Alemanha Ocidental · Cornelia Hanisch                                                           | China · Jujie Luan                                                                   | Itália · Dorina Vaccaroni                                                            |
| Florete por equipe | União Soviética · Larisa Tsagarayeva · Marina Soboleva · Valentina Sidorova · Nailia Guiliazova | Alemanha Ocidental · Cornelia Hanisch · Ute Wessel · Ingrid Losert · Sabine Bischoff | Hungria · Ildikó Schwarczenberger · Edit Kovács · Zsuzsanna Szőcs · Gertrúd Stefanek |

## Quadro de medalhas
| Ordem | País               | Medalha de ouro | Medalha de prata | Medalha de bronze |    |
| ----- | ------------------ | --------------- | ---------------- | ----------------- | -- |
| 1     | União Soviética    | 4               | 2                |                   | 6  |
| 2     | Hungria            | 2               | 1                | 2                 | 5  |
| 3     | Alemanha Ocidental | 1               | 1                | 2                 | 4  |
| 4     | Polónia            | 1               |                  | 1                 | 1  |
| 5     | Itália             |                 | 1                | 3                 | 4  |
| 6     | China              |                 | 1                |                   | 1  |
|       | Roménia            |                 | 1                |                   | 1  |
|       | Suíça              |                 | 1                |                   | 1  |
| TOTAL | TOTAL              | 8               | 8                | 8                 | 24 |